# گالری خواهران ماریام و یرانوهی آسلامازیان
گالری خواهران ماریام و یرانوهی آسلامازیان (به ارمنی: Մարիամ և Երանուհի Ասլամազյան քույրերի պատկերասրահ) یک گالری در ارمنستان است که مجموعه کاملی از نقاشی‌ها، آثار گرافیکی و سرامیکی خواهران ماریام و یرانوهی آسلامازیان را به نمایش می‌گذارد. این گالری بزرگ‌ترین مجموعه از نقاشی‌ها، چاپ‌ها، طراحی‌ها و آثار سرامیکی خواهران آسلامازیان را در جهان در اختیار دارد. همچنین این تنها موزه‌ای در ارمنستان است که به نام هنرمندان زن و به آنان اختصاص داده شده است.

## تاریخچه و مکان

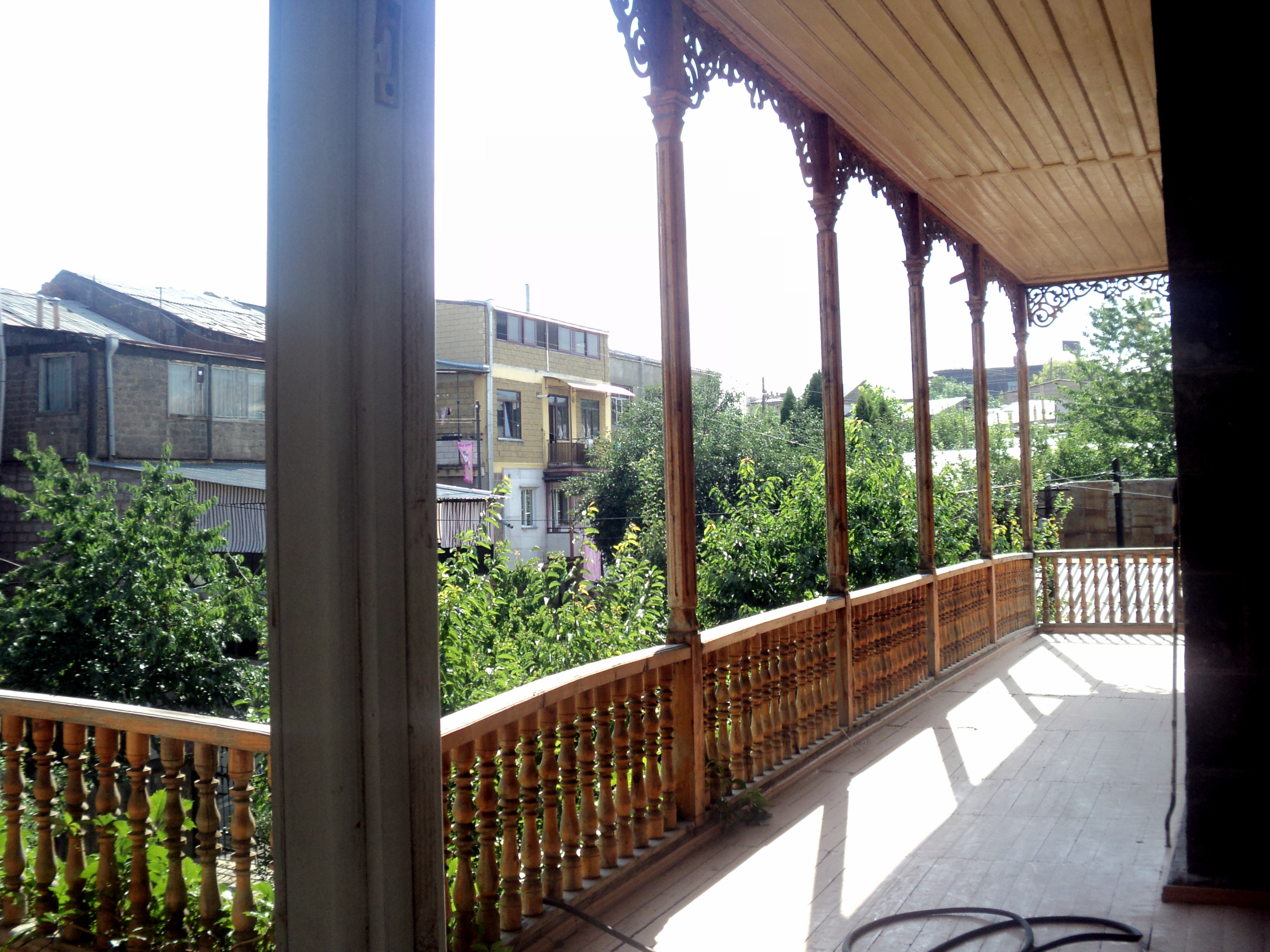
بالکن به سبک قرن نوزدهمی گالری.

این گالری در سال ۱۹۸۷ توسط خود خواهران تأسیس شد و تا زمان درگذشت آن‌ها، حدود ۶۲۰ نقاشی اصلی، آثار سرامیکی و گرافیکی توسط آن‌ها به گالری اهدا شد که اکنون در این مکان به نمایش درآمده‌اند.
این گالری در نزدیکی میدان مرکزی بخش تاریخی کومایری در گیومری واقع شده است. ساختمان این گالری در سال ۱۸۸۰ به‌عنوان یک اقامتگاه خصوصی توسط خانواده قشیشوف، که از بازرگانان ثروتمند بودند، ساخته شد. پس از زلزله ویرانگر سال ۱۹۸۸، ساختمان گالری به بی‌خانمان‌ها اختصاص یافت و در سال ۲۰۰۴ بازگشایی شد. این ساختمان از سال ۱۹۸۰ توسط دولت به‌عنوان یک سایت میراث تاریخی و فرهنگی محافظت می‌شود.
این گالری دارای دو طبقه است: طبقه اول آثار یرانوهی و طبقه دوم آثار ماریام را به نمایش می‌گذارد. این گالری دارای یک حیاط داخلی و یک بالکن چوبی است و سبک آن نمونه‌ای از معماری شهری قرن نوزدهمی در الکساندراپول است که ترکیبی از عناصر معماری ارمنی و اروپایی آن زمان محسوب می‌شود.

## مجموعه‌ها

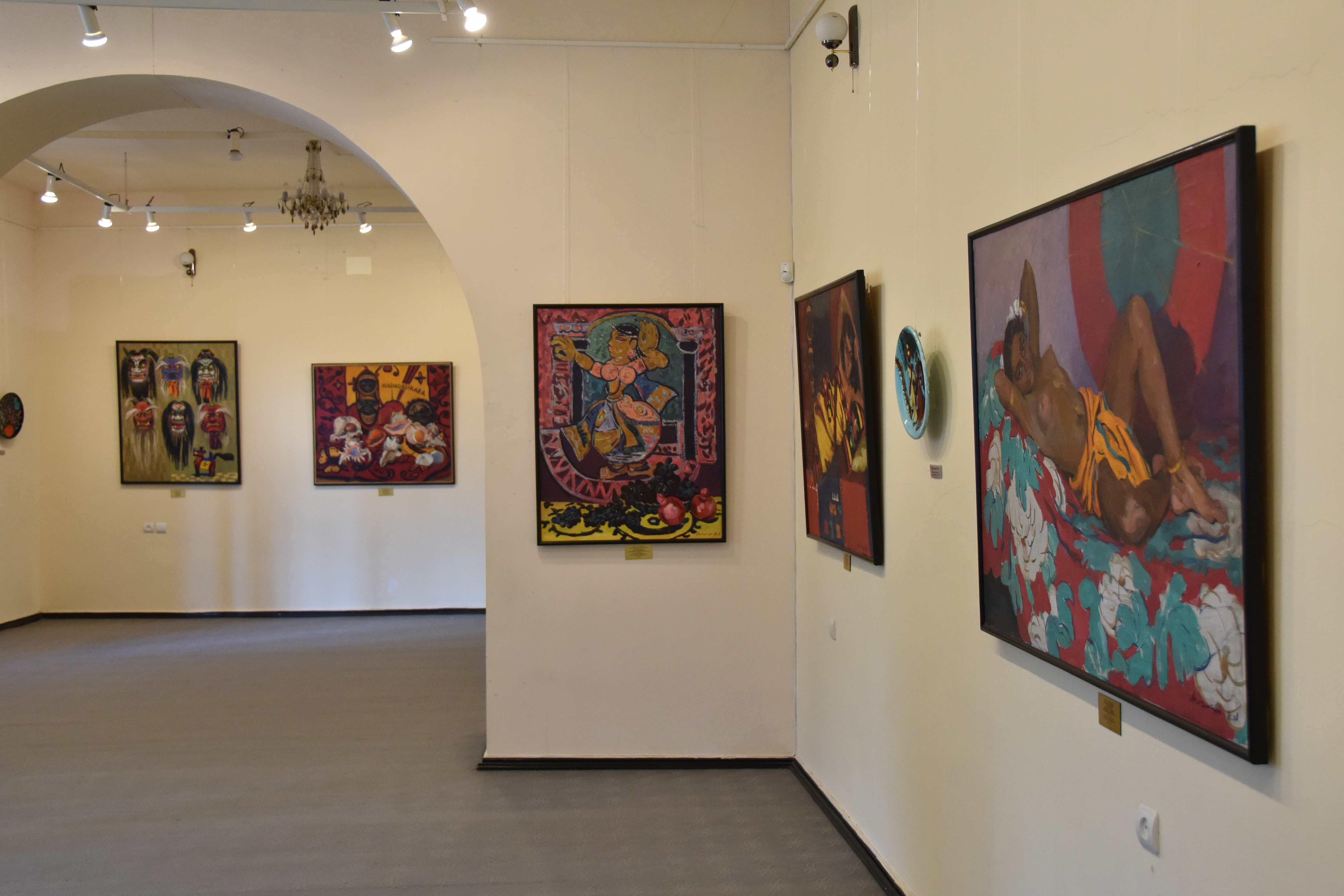
نمایشگاه آثار خواهران ماریام و یرانوهی آسلامازیان در گالری.

ماریام و یرانوهی آسلامازیان در باش‌شیراک (روستای کنونی یرازگاورس / استان شیراک) در سال‌های ۱۹۰۷ و ۱۹۱۰ به دنیا آمدند. آن‌ها آموزش اولیه نقاشی را در مدرسه نقاشی الکساندراپول – اولین مدرسه نقاشی در ماورای قفقاز که در سال ۱۹۰۵ تأسیس شد – آموختند؛ این مدرسه نقش بسیار مهمی در ایجاد حرفه‌ای‌گری در نقاشی ایفا کرد. بعدها، خواهران تحصیلات خود را در کالج هنرهای زیبای ایروان، مدارس عالی هنر در مسکو و لنینگراد ادامه دادند.

### ماریام آسلامازیان

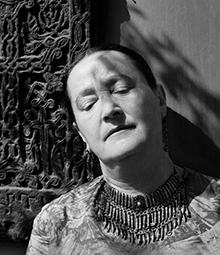
پرتره ماریام آسلامازیان.

ماریام آسلامازیان، به‌عنوان یک هنرمند زن، نقش و جایگاه ویژه‌ای در هنر ارمنی دارد. او زندگی خود را وقف هنر کرد و خلاقیت خود را در جهت توسعه هنر ارمنی و بین‌المللی به کار گرفت. ماریام از طریق فعالیت‌های فرهنگی خود توانست یکی از بزرگ‌ترین چالش‌های زمان خود را با موفقیت پشت سر بگذارد از جمله این چالش‌ها ترویج نقش هنرمندان زن در جامعه شوروی-ارمنی بود. در آثار ماریام، می‌توان سبکی را دید که روح و ذات اشیا را به تصویر می‌کشد؛ او زیبایی را حتی در اشیای ساده و روزمره نیز پیدا می‌کرد. او در هنر خود تلاش می‌کرد سال‌های شوروی و پس از جنگ را از دیدگاه خود بازنگری کند و نگرش خود را نسبت به پیامدهای آن سال‌ها ابراز نماید. او سبکی تزئینی و دو بعدی در پرتره‌ها، طبیعت بی‌جان و مناظر خود خلق می‌کرد. زندگی ماریام در آثارش نمایان است که گواهی بر افکار و احساسات درونی اوست.
آثار ماریام آسلامازیان در موزه‌های متعددی نگهداری می‌شوند: صوفیه، برلین، لنینگراد، ونیز، توکیو، دهلی و غیره. آثار موجود در هند در سال‌های ۱۹۷۰–۱۹۷۱ جایزه لوریت و سپس گاندی نهرو و در سال ۱۹۷۶ جایزه جمال عبدالناصر را دریافت کردند.
ماریام آسلامازیان در سال ۲۰۰۶ درگذشت. پیکر او به ایروان منتقل و در آنجا به خاک سپرده شد.

### یرانوهی آسلامازیان
هنر یرانوهی آسلامازیان، هنرمندی بااستعداد و خالق آینده‌نگر که تأثیری چشمگیر بر نقاشی ارمنی قرن بیستم گذاشته است، آثار او مملو از سلیقه هنری بالاست: گذرهای رنگی ظریف و کنترل‌شده و لایه‌های غنی زیبایی‌شناسی و ایدئولوژیک.
یرانوهی آسلامازیان توجه زیادی به روح و ارزش‌های انسانی داشت و به اهمیت خلاقیت انسانی باور داشت. او عمدتاً در سبک واقع‌گرایانه در پرتره‌ها، نقاشی‌ها و صحنه‌های ژانر طبیعت بی‌جان کار می‌کرد. اگرچه موضوعات خود را تکرار می‌کرد، اما در هنر او مسائل خلاقانه جدیدی پدیدار می‌شد که هدف آن ارائه نتیجه‌گیری به مخاطبان نبود، بلکه آن‌ها را به تفکر وامی‌داشت.
آثار یرانوهی در موزه‌های متعددی نگهداری می‌شوند: لندن، صوفیه، برلین، لنینگراد، ونیز، توکیو، دهلی و غیره.
یرانوهی آسلامازیان در سال ۱۹۸۸ درگذشت و در مسکو به خاک سپرده شد.

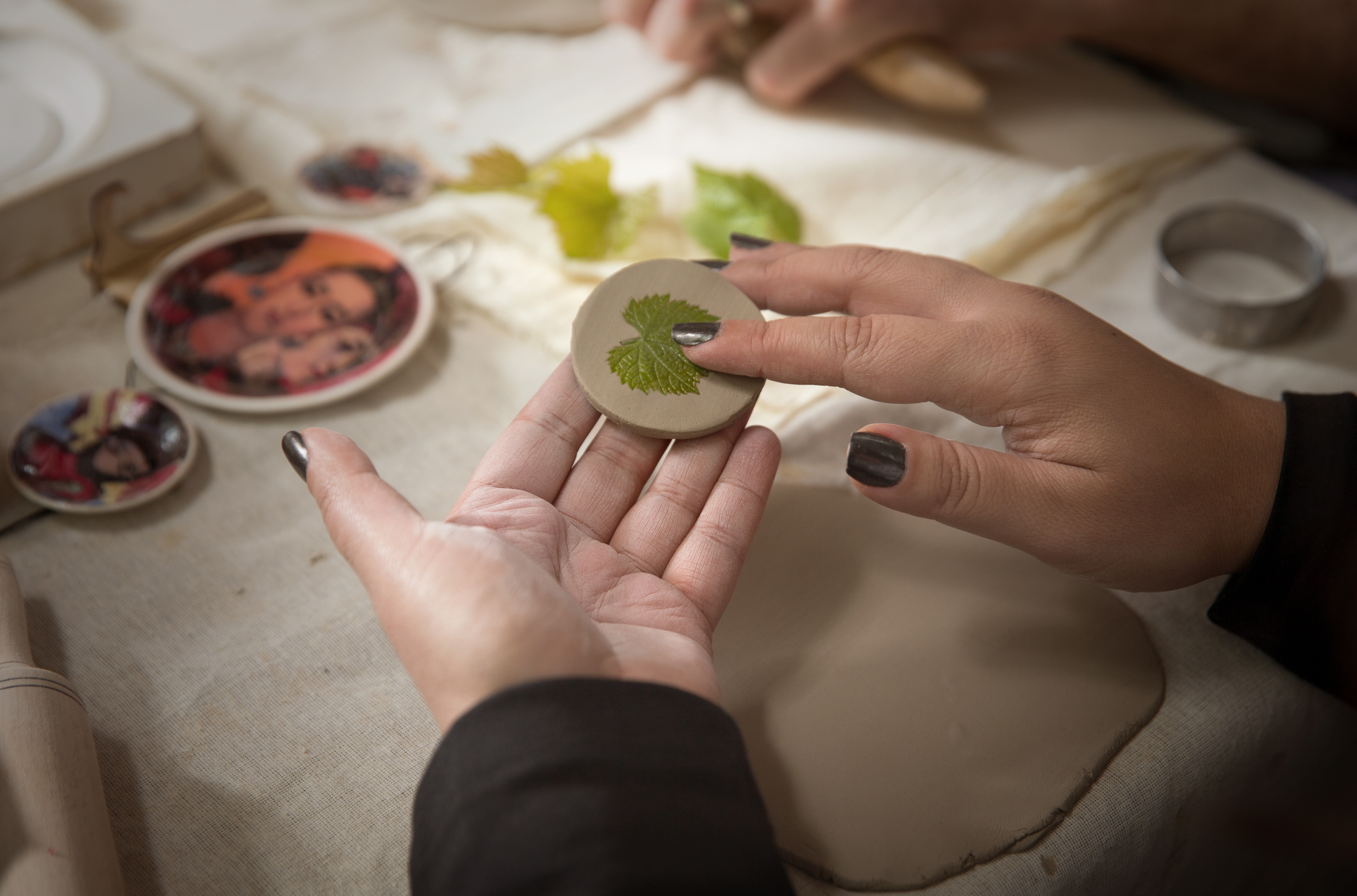
اثری سرامیکی ارائه‌شده در گالری خواهران ماریام و یرانوهی آسلامازیان.

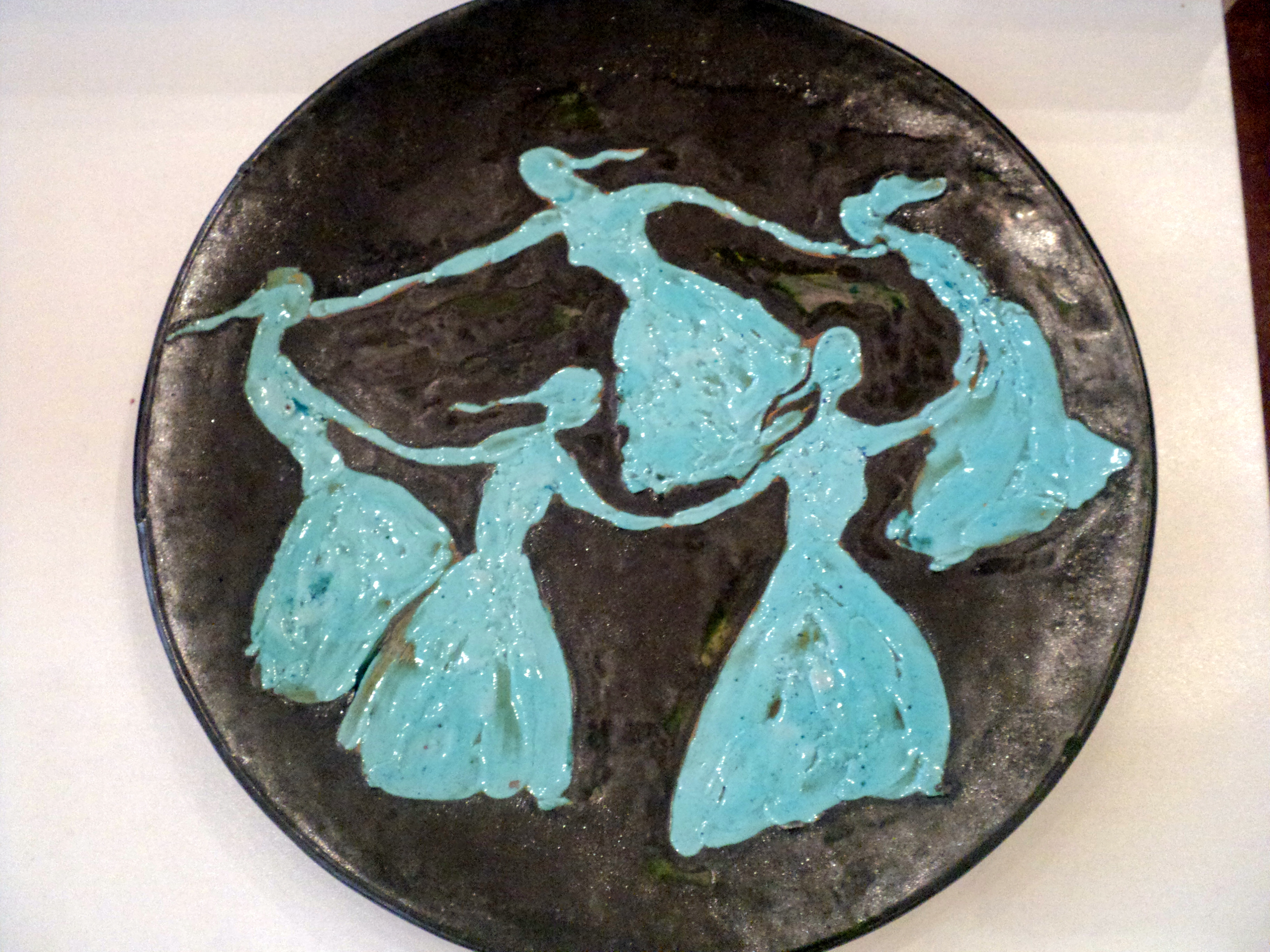
سرامیک‌های ارائه‌شده در گالری.

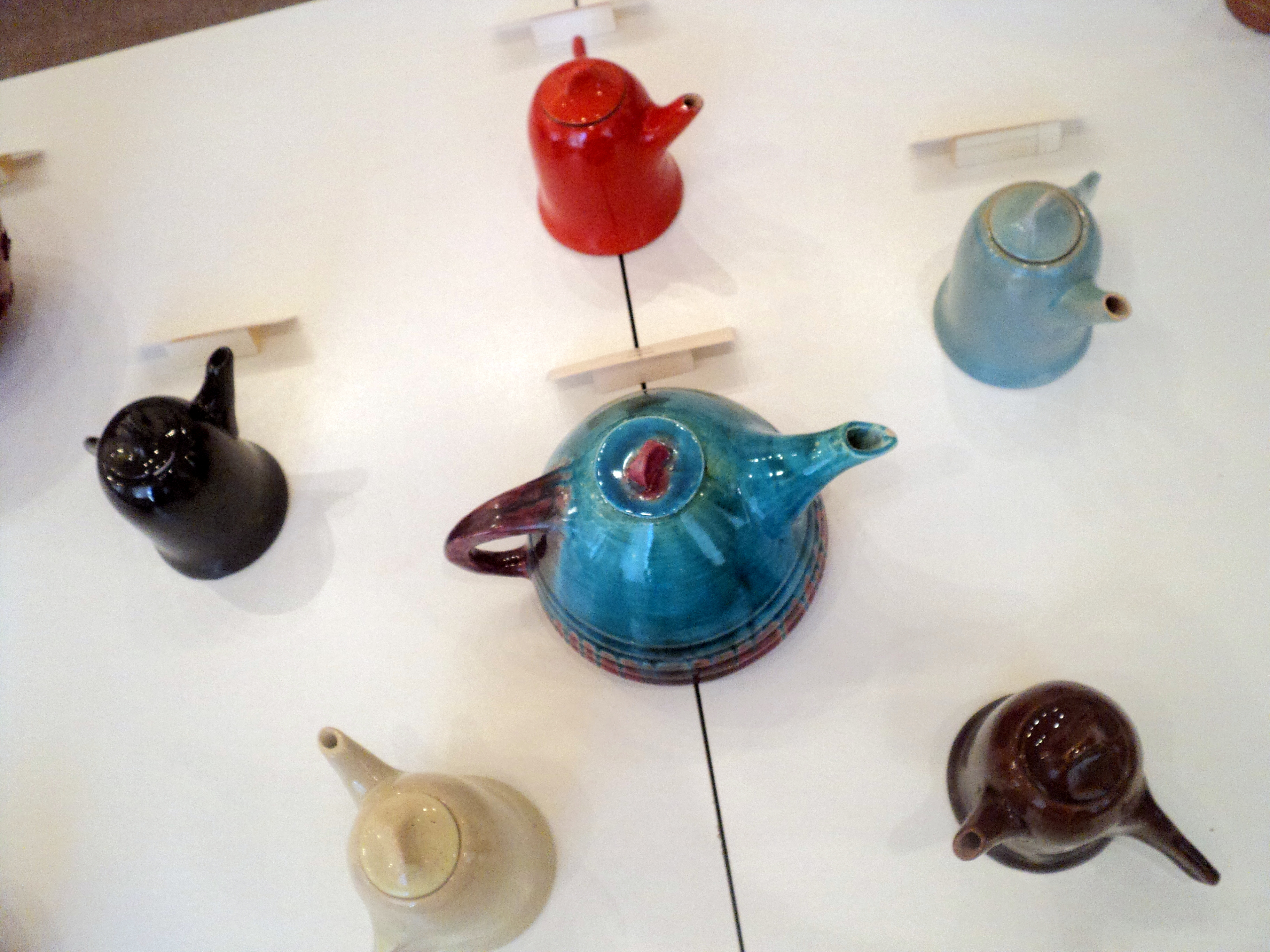
آثار سرامیکی ارائه‌شده در گالری.